# 香港飞行情报区
香港飞行情报区是国际民用航空组织设定的、中华人民共和国十一个飞行情报区之一。由香港特别行政区政府民航处航空交通管理部负责管理。范围包括香港及以南海域，覆盖南中国海面积达276,000平方公里，亦覆盖中华民国实控的東沙群島（东沙岛）。香港飛行情報區形狀有如一枚果仁，北面紧贴广州飞行情报区，自香港東面約200海里至台北飛航情報區；東南面約200海里至馬尼拉飛行情報區，西面約200海里及西南面為三亞飛行情報區。
《中英联合声明》附件一第九条提到“香港特别行政区自行负责民用航空的日常业务和技术管理，包括机场管理，在香港特别行政区飞行情报区内提供空中交通服务，以及履行国际民用航空组织的区域性航行规划程序所规定的其它职责”。香港主权移交后，特区政府按《香港特别行政区基本法》规定自行负责民用航空日常管理，包括在“在香港特别行政区飞行情报区内提供空中交通服务，和履行国际民用航空组织的区域性航行规划程序所规定的其他职责”。1999年，中华人民共和国政府修订《民用航空空中交通管理规则》将全国划分为十个飞行情报区，将香港飞行情报区囊括在内。
2001年11月2日，原香港飞行情报区管理的香港飞行责任区北部划入新成立的三亚飞行责任区（现三亚飞行情报区），南部划归胡志明飞行情报区。覆盖部分南中国海的香港飞行责任区原属西贡飞行情报区，1975年西贡陷落后在国际民航组织协调下分配至香港、新加坡和曼谷飞行情报区下辖的飞行责任区。

## 负责单位
民航处航空交通管理部共提供航空交通管制服务、航空资料服务及飞机事故警报三种服务。至2019年，民航处年处理超过42万架次的香港国际机场升降（国际及本地）航班，并为约34万多架次飞越香港飞行情报区的航班提供航空交通服务。航空交通管理部下辖的航空情报管理中心负责为各航空公司人员及飞行员提供航行资料服务，包括航行资料汇编（AIP），航行资料通报（AIC）和航行通告（NOTAM）。
澳门国际机场座落在廣州飛行情報區之內，但它的航班大部份經過香港飛行情報區。其標準離場（SID）和進場程序（STAR）則由香港航空交通管制中心（HK ATC）管轄。
香港情報區内分为TRE、TRS、TRC、TRW、TRV、TRD、TME、TMS、TMW、TRK等扇区以分担工作量。

## 航空雷達站
香港飞行情报区內包括五座航空雷達站，其中四座設立在香港境內並由香港民航處全權執管，以監察進出香港飛行情報區的民用飛機，詳情如下：
| 位置              | 雷達數目 | 設立年份                                             | 用途                             | 備註 |
| ----------------- | -------- | ---------------------------------------------------- | -------------------------------- | --- |
| 沙洲              | 1        | 1997                                                 | 進場及離場管制（一次及二次監察） | 為新機場啟用而興建 |
| 大帽山雷達陣地    | 1        | 1998                                                 | 終端管制（一次及二次監察）       | 為加強空管雷達網絡及新機場啟用而興建                                                                                   |
| 筆架山            | 2        | 1972 1994（二次雷達）                                | 進場著陸二次監察                 | 為加強空管雷達網絡，於1992年起增建二次雷達 目前僅餘西面二次雷達站可用，東面一次雷達站則因啟德機場關閉而於2000年3月停用 |
| 柏架山            | 2        | 1978 1995年重建（首座雷達） 2004年重建（第二座雷達） | 航路管制（一次及二次監察）       | 兩座雷達分別因更換雷達系統而曾經重建                                                                                   |
| 永興島 西沙雷达站 | 1        | 2004（建成，並開始與香港共用）                       | 航路二次監察                     | 位於香港境外，向中國民用航空局租用，並與中国内地三亚飞行情报区共用                                                     |

## 相关
- 香港飛行情報區無線電頻率與呼號列表

## 备注
1. ↑  来源《香港特別行政區基本法》第四节民用航空第一百三十条。